# Moisés II de Elivarde
Moisés II (em armênio/arménio: Մովսես Բ; m. 604) foi um católico de todos os armênios da Igreja Apostólica da Armênia de 576 a 604.

## História
Era originário de Elivarde, no cantão de Aragazócia na província de Airarate. Após a morte de João II em 576, tornou-se católico. Foi patrocinador de uma basílica em sua vila de origem. É também como católico em 584, que começou o calendário armênio.
Após 571, a Armênia foi disputada pelo Império Bizantino e Império Sassânida; em 591 o imperador Maurício (r. 582–602) concordou em dialogar com o xá Cosroes II (r. 590–628): através do apoio grego para recuperar seu trono usurpado por Vararanes VI, planejaram dividir a Armênia numa zona de ocupação bizantina e outra de ocupação persa, definida pelos rios Razdã e Azate. Após o sucesso da aliança, Maurício ordenou que os cânones do Concílio da Calcedônia fossem pregados na Armênia bizantina e convidou Moisés e os bispos armênios para um sínodo greco-armênio em Constantinopla; anticalcedônio, Moisés, com sede na zona pérsica em Dúbio, teria respondido, em referência as diferenças relativas aos ritos armênios e gregos:
| “ | Eu não vou para Azate para comer pão e beber água morna | ” |
|   | — Anônimo, Narração de assuntos da Armênia, ca. 700.    |   |

Em retaliação, Maurício convocou um anticatólico e pró-calcedônio João de Bagarana, sediado em Avã, provocando um cisma dentro da Igreja Armênia, que durou até a morte do último, em 611. Teve como resultado significativo o reconhecimento por parte do metropolita de Siunique a jurisdição do católico da Albânia. Moisés morreu em 604, mas o sínodo convocado para eleger seu sucessor estava dividido: por três anos, a função foi exercida por um lugar-tenente, Vertanes, o Gramático; só em 607 que um sucessor foi eleito pelo marzobã Simbácio IV Bagratúnio, Abraão I.